# Minardi M198
La Minardi M198 è una monoposto di Formula 1, costruita dalla scuderia Minardi per partecipare al Campionato mondiale di Formula 1 1998.

## Progetto
La stagione 1998 rappresentò per la Minardi un anno di transizione, dato che il team era già proiettato verso la stagione successiva. 
In questa stagione vennero assunti Cesare Fiorio (ex Ferrari, Ligier, Forti e Prost Grand Prix) come direttore sportivo, Gustav Brunner (già in passato progettista della scuderia faentina) e George Ryton, con un passato in Tyrrell e Brabham. L'arrivo di Brunner fu però tardivo e l'ingegnere austriaco partecipò solo marginalmente alla progettazione della M198, che montava varie parti meccaniche della M197. 
Come piloti titolari furono designati Shinji Nakano (ex Prost) e il debuttante argentino Esteban Tuero. L'ingaggio di Tuero, all'epoca diciannovenne, suscitò inizialmente varie polemiche e la FIA gli negò la superlicenza, che il pilota argentino ottenne però dopo aver effettuato 2000 chilometri di test.

## Carriera agonistica

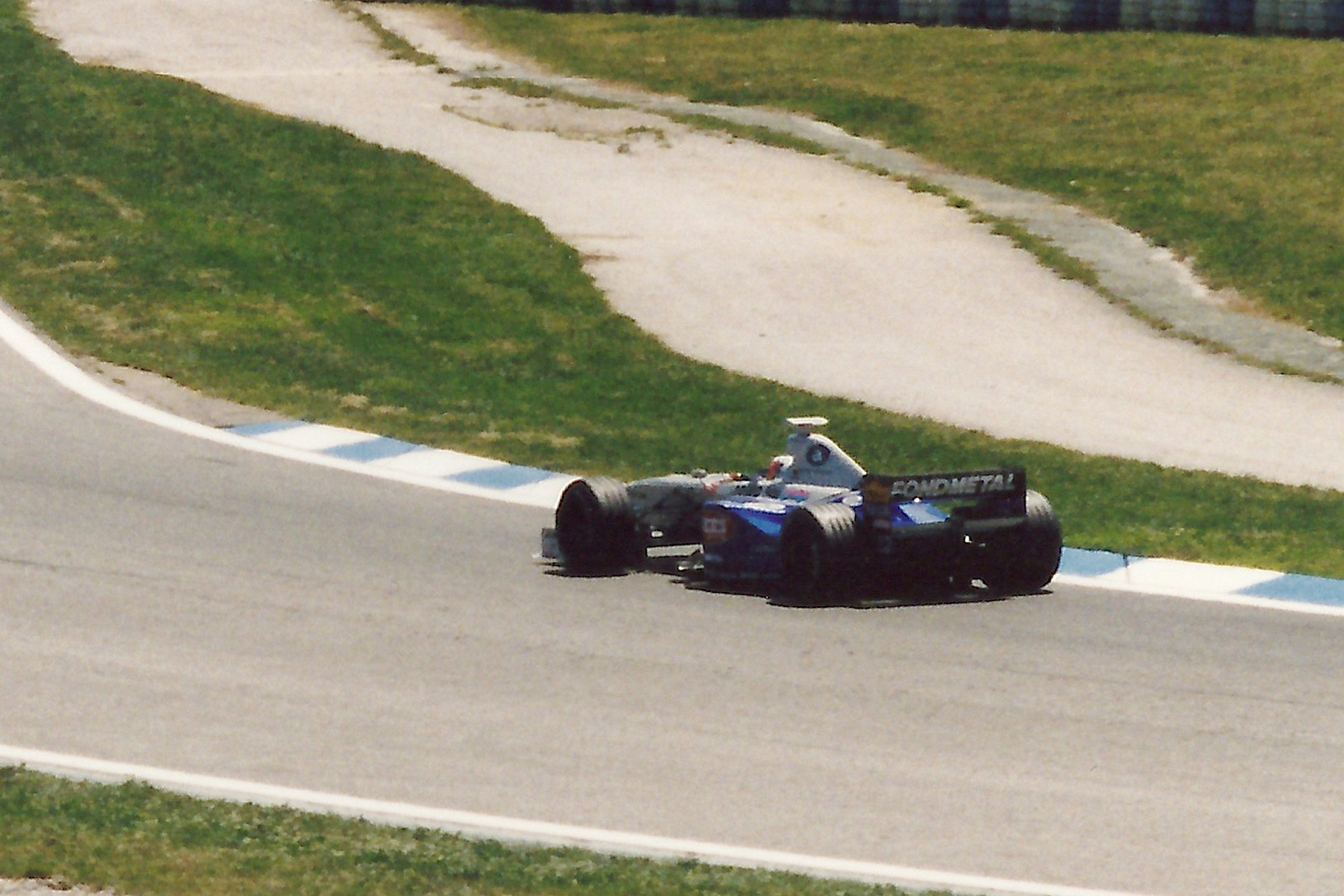
Nakano alla guida della M198 durante il Gran Premio di Spagna

Durante la stagione, Nakano fu più costante nei risultati e riuscì quasi a portare la macchina a punti in Canada, finendo però la gara al settimo posto e ottenendo il miglior risultato della stagione per la squadra. Tuero invece, subendo anche le pressioni dei media argentini che facevano di lui il nuovo Carlos Reutemann, alternò diversi errori, dovuti anche a inesperienza, a buone prestazioni. A fine anno il pilota argentino, nonostante un'offerta di rinnovo da parte della Minardi, abbandonò la F1 senza nemmeno dare spiegazioni sulle sue motivazioni.
La stagione si concluse per il terzo anno di fila senza risultati utili e il team romagnolo concluse in decima posizione davanti solo alla Tyrrell, oramai sull'orlo del baratro.

## Risultati
| Anno | Vettura | Motore                  | Gomme | Piloti |     |     |     |     |    |     |     |     |     |     |     |     |     |     |    |     |  |  |  |  |  |  |  |  | Punti | Pos. |
| ---- | ------- | ----------------------- | ----- | ------ | --- | --- | --- | --- | -- | --- | --- | --- | --- | --- | --- | --- | --- | --- | -- | --- |  |  |  |  |  |  |  |  | ----- | ---- |
| 1998 | M198    | Ford JD Zetec-R 3.0 V10 | G     | Nakano | Rit | Rit | 13  | Rit | 14 | 9   | 7   | 17  | 8   | 11  | Rit | 15  | 8   | Rit | 15 | Rit |  |  |  |  |  |  |  |  | 0     | 10º  |
| 1998 | M198    | Ford JD Zetec-R 3.0 V10 | G     | Tuero  | Rit | Rit | Rit | 8   | 15 | Rit | Rit | Rit | Rit | Rit | 16  | Rit | Rit | 11  | NC | Rit |  |  |  |  |  |  |  |  | 0     | 10º  |